# Керрі Бікмур
Керрі Бікмур (англ. Carrie Bickmore; 3 грудня 1980, Аделаїда, Південна Австралія, Австралія) — австралійська телеведуча, радіоведуча і журналістка. Лауреатка премії «Лоґі» (2010).
Почала свою кар'єру в кінці 1990-х років. Зараз[коли?] працює на The 7PM Project.

## Особисте життя
Від 2005 року була одружена з Грегом Ленгом (він помер 27 грудня 2010 року після десяти років боротьби з пухлиною мозку), від якого у неї є син Олівер Ленг (нар. 04.09.2007).
Від 2012 року зустрічається з телевізійним продюсером Крісом Вокером, у пари є дві дочки — Еві Вокер (нар. 18.03.2015) і Аделаїд Вокер (нар. 08.12.2018).